# Hula (Papouasie)
Pour les articles homonymes, voir Hula (homonymie).
Hula est un village près de Hood Point de la Central Province, en Papouasie.